# Dżamal Salim

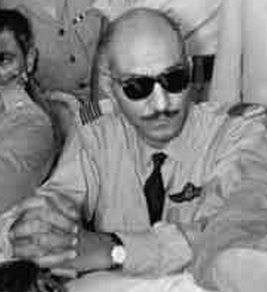

Dżamal Salim (ur. 1918, zm. 1968) – egipski wojskowy i polityk, uczestnik ruchu Wolnych Oficerów.

## Życiorys
Zawodowy oficer egipskich sił powietrznych, walczył w I wojnie izraelsko-arabskiej i został w jej czasie ciężko ranny. W 1950 przystąpił razem z bratem Salahem do ruchu Wolnych Oficerów, był w Komitecie Założycielskim tejże organizacji. Utrzymywał również kontakty z dawnymi członkami partii Młody Egipt. W 1952 był dowódcą skrzydła w egipskich siłach powietrznych.
Po zwycięskim przewrocie przeprowadzonym przez Wolnych Oficerów w lipcu 1952 wszedł do nowego rządu kraju - Rady Rewolucyjnych Dowódców. Opowiadał się za straceniem króla Faruka I, ostatecznie jednak Rada pozwoliła mu po abdykacji opuścić kraj. Salim, razem z gen. Muhammadem Nadżibem, towarzyszył królowi w momencie wyjazdu z kraju i ostentacyjnie ukazywał mu brak szacunku.
W pierwszych miesiącach po rewolucji znalazł się, obok Gamala Abdel Nasera, Abd al-Hakima Amira, Zakarijji Muhji ad-Dina i Abd al-Latifa al-Baghdadiego, w ścisłej elicie władzy w Egipcie. Był odpowiedzialny za wdrażanie w porewolucyjnym Egipcie pierwszej reformy rolnej. Wprowadzana od września 1952 reforma zezwalała prywatnym właścicielom na zachowanie jedynie 200 feddanów ziemi oraz 100 feddanów na potrzeby własne rodziny (co w realiach kraju nadal stanowiło znaczny majątek), nadwyżka podlegała parcelacji za odszkodowaniem i była przekazywana chłopom bezrolnym. Dżamal Salim znalazł się w składzie trybunału sądzącego Braci Muzułmanów po przeprowadzeniu przez nich nieudanego zamachu na życie Gamala Abdela Nasera w 1954, opowiadał się za surowym ukaraniem podsądnych.
Odgrywanie wiodącej roli w polityce Egiptu w kolejnych latach uniemożliwił mu zły stan zdrowia oraz regularne wyjazdy zagraniczne na leczenie.